# Kazimierz Frątczak
Kazimierz Frątczak (ur. 17 września 1933 w Przedbojewicach, zm. 6 czerwca 2019) – polski bokser, działacz sportowy, polityk, poseł na Sejm PRL VIII i IX kadencji.

## Życiorys
Wykształcenie podstawowe, z zawodu formierz odlewnik. Od 1945 do końca życia związany z Gorzowem Wielkopolskim. W latach 1949–1991 pracował w Zakładach Mechanicznych „Gorzów” (początkowo jako uczeń formierski, później w wydziale odlewni Zakładów Mechanicznych „Ursus” w Gorzowie uzyskał tytuł mistrza w zawodzie formierza odlewnika). W 1949 został bokserem KS Stal Gorzów Wielkopolski. Po wcieleniu do wojska, od 1953 do 1955 był zawodnikiem WKS Wrocław. Od 1955 do końca kariery na początku lat 60. ponownie walczył w Stali. W karierze stoczył ponad 100 walk, po jej zakończeniu był członkiem zarządu klubu. W 1966 wstąpił do Polskiej Zjednoczonej Partii Robotniczej, z ramienia której w 1980 uzyskał mandat posła na Sejm PRL VIII kadencji z okręgu Gorzów Wielkopolski. Był członkiem trzech komisji: przemysłu ciężkiego, maszynowego i hutnictwa; rolnictwa i przemysłu spożywczego; a także przemysłu. W 1985 uzyskał reelekcję, w IX kadencji Sejmu ponownie zasiadał w komisji przemysłu. W 1988 zrezygnował z działalności w Stali Gorzów.
Pochowany na Cmentarzu Komunalnym w Gorzowie Wielkopolskim.

## Odznaczenia
- Krzyż Oficerski Orderu Odrodzenia Polski (1989)
- Krzyż Kawalerski Orderu Odrodzenia Polski (1983)
- Złoty Krzyż Zasługi
- Srebrny Krzyż Zasługi
- Odznaka „Zasłużony Działacz Kultury”
- Złota Odznaka „Przodownik Pracy Socjalistycznej”
- Odznaka Honorowa „Za zasługi w rozwoju województwa zielonogórskiego”
- Odznaka Honorowa Miasta Gorzowa Wielkopolskiego (1985)
- Złota (1987), Srebrna i Brązowa Odznaka Polskiego Związku Bokserskiego